# Élections législatives de 1936 dans le Doubs
 (octobre 2020).
Si vous disposez d'ouvrages ou d'articles de référence ou si vous connaissez des sites web de qualité traitant du thème abordé ici, merci de compléter l'article en donnant les références utiles à sa vérifiabilité et en les liant à la section « Notes et références ».
Les élections législatives françaises de 1936 ont lieu les 26 avril et 3 mai.

## Élus
|   | Circonscription | Député élu             |  | Groupe parlementaire                          |
| - | --------------- | ---------------------- |  | --------------------------------------------- |
| 1 | Baume-les-Dames | Léonel de Moustier     |  | Républicains indépendants et d'action sociale |
| 2 | 1re de Besançon | Louis Biétrix          |  | Indépendants républicains                     |
| 3 | 2e de Besançon  | Pierre Baudouin-Bugnet |  | Gauche démocratique et radicale indépendante  |
| 4 | Montbéliard     | François Peugeot       |  | Gauche démocratique et radicale indépendante  |
| 5 | Pontarlier      | Fernand Claudet        |  | Républicains indépendants et d'action sociale |

## Résultats à l'échelle du département
| Partis         | Partis                                          | Premier tour | Premier tour | Deuxième tour | Deuxième tour | Sièges |
| Partis         | Partis                                          | Voix         | %            | Voix          | %             | Sièges |
| -------------- | ----------------------------------------------- | ------------ | ------------ | ------------- | ------------- | ------ |
|                | Radical indépendant                             | 14 575       | 20,95        |               |               | 1      |
|                | Section française de l'Internationale ouvrière  | 13 655       | 19,63        | 0             |               |        |
|                | Parti républicain radical et radical-socialiste | 13 155       | 18,91        | 10 004        | 44,27         | 0      |
|                | Fédération républicaine                         | 11 971       | 17,21        | 6 359         | 28,14         | 2      |
|                | Alliance démocratique                           | 5 574        | 8,01         |               |               | 1      |
|                | Républicains indépendants                       | 5 347        | 7,69         | 6 201         | 27,44         | 1      |
|                | Parti communiste-SFIC                           | 2 785        | 4,00         |               |               | 0      |
|                | Parti démocrate populaire                       | 2 463        | 3,54         | 0             |               |        |
|                | Divers                                          | 34           | 0,05         | 35            | 0,15          | 0      |
|                |                                                 |              |              |               |               |        |
| Inscrits       | Inscrits                                        | 82 667       | 100,00       | 28 019        | 100,00        | 5      |
| Votants        | Votants                                         | 70 642       | 85,45        | 23 256        | 83,00         |        |
| Abstentions    | Abstentions                                     | 12 025       | 14,55        | 4 763         | 17,00         |        |
| Blancs et nuls | Blancs et nuls                                  | 1 083        | 1,53         | 657           | 2,83          |        |
| Exprimés       | Exprimés                                        | 69 559       | 98,47        | 22 599        | 97,17         |        |

## Résultats par arrondissement

### Arrondissement de Baume-les-Dames
| Candidats      | Candidats          | Étiquette      | Premier tour | Premier tour | Deuxième tour | Deuxième tour |
| Candidats      | Candidats          | Étiquette      | Voix         | %            | Voix          | %             |
| -------------- | ------------------ | -------------- | ------------ | ------------ | ------------- | ------------- |
|                | Léonel de Moustier | FR             | 5 237        | 46,97        | 6 359         | 59,34         |
|                | Reynes             | PRRRS          | 2 680        | 24,04        | 4 343         | 40,53         |
|                | Bichet             | PDP            | 2 251        | 20,19        |               |               |
|                | Richard            | SFIO           | 777          | 6,97         |               |               |
|                | Liégon             | PC-SFIC        | 204          | 1,83         |               |               |
|                | Divers             | Divers         |              |              | 14            | 0,13          |
|                |                    |                |              |              |               |               |
| Inscrits       | Inscrits           | Inscrits       | 13 565       | 100,00       | 13 566        | 100,00        |
| Votants        | Votants            | Votants        | 11 291       | 83,24        | 11 067        | 81,58         |
| Abstention     | Abstention         | Abstention     | 2 416        | 17,81        | 2 499         | 18,42         |
| Blancs et nuls | Blancs et nuls     | Blancs et nuls | 142          | 1,26         | 351           | 3,17          |
| Exprimés       | Exprimés           | Exprimés       | 11 149       | 98,74        | 10 716        | 96,83         |

### Arrondissement de Besançon

#### 1recirconscription
| Candidats      | Candidats      | Étiquette               | Premier tour | Premier tour | Deuxième tour | Deuxième tour |
| Candidats      | Candidats      | Étiquette               | Voix         | %            | Voix          | %             |
| -------------- | -------------- | ----------------------- | ------------ | ------------ | ------------- | ------------- |
|                | Louis Biétrix  | Républicain indépendant | 5 347        | 45,20        | 6 201         | 52,18         |
|                | Julien Durand  | PRRRS                   | 2 905        | 24,56        | 5 661         | 47,64         |
|                | Jean Minjoz    | SFIO                    | 2 645        | 22,36        |               |               |
|                | Nicod          | PC-SFIC                 | 687          | 5,81         |               |               |
|                | Greset         | PDP                     | 212          | 1,79         |               |               |
|                | Divers         | Divers                  | 34           | 0,29         | 21            | 0,18          |
|                |                |                         |              |              |               |               |
| Inscrits       | Inscrits       | Inscrits                | 14 453       | 100,00       | 14 453        | 100,00        |
| Votants        | Votants        | Votants                 | 12 076       | 83,55        | 12 189        | 84,34         |
| Abstention     | Abstention     | Abstention              | 2 377        | 16,45        | 2 264         | 15,66         |
| Blancs et nuls | Blancs et nuls | Blancs et nuls          | 246          | 2,04         | 306           | 2,51          |
| Exprimés       | Exprimés       | Exprimés                | 11 830       | 97,96        | 11 883        | 97,49         |

#### 2ecirconscription
| Candidats      | Candidats              | Étiquette      | Premier tour | Premier tour |
| Candidats      | Candidats              | Étiquette      | Voix         | %            |
| -------------- | ---------------------- | -------------- | ------------ | ------------ |
|                | Pierre Baudouin-Bugnet | AD             | 5 574        | 52,23        |
|                | Vernier                | PRRRS          | 4 276        | 40,07        |
|                | Chappe                 | PC-SFIC        | 415          | 3,89         |
|                | Pouthier               | SFIO           | 407          | 3,81         |
|                |                        |                |              |              |
| Inscrits       | Inscrits               | Inscrits       | 12 666       | 100,00       |
| Votants        | Votants                | Votants        | 10 835       | 85,54        |
| Abstention     | Abstention             | Abstention     | 1 831        | 14,46        |
| Blancs et nuls | Blancs et nuls         | Blancs et nuls | 163          | 1,50         |
| Exprimés       | Exprimés               | Exprimés       | 10 672       | 98,50        |

### Arrondissement de Montbéliard
| Candidats      | Candidats        | Étiquette           | Premier tour | Premier tour |
| Candidats      | Candidats        | Étiquette           | Voix         | %            |
| -------------- | ---------------- | ------------------- | ------------ | ------------ |
|                | François Peugeot | Radical indépendant | 14 575       | 60,63        |
|                | René Rücklin     | SFIO                | 8 349        | 34,73        |
|                | Jacquemart       | PC-SFIC             | 1 116        | 4,64         |
|                |                  |                     |              |              |
| Inscrits       | Inscrits         | Inscrits            | 28 198       | 100,00       |
| Votants        | Votants          | Votants             | 24 423       | 86,61        |
| Abstention     | Abstention       | Abstention          | 3 775        | 13,39        |
| Blancs et nuls | Blancs et nuls   | Blancs et nuls      | 383          | 1,57         |
| Exprimés       | Exprimés         | Exprimés            | 24 040       | 98,43        |

### Arrondissement de Pontarlier
| Candidats      | Candidats       | Étiquette      | Premier tour | Premier tour |
| Candidats      | Candidats       | Étiquette      | Voix         | %            |
| -------------- | --------------- | -------------- | ------------ | ------------ |
|                | Fernand Claudet | FR             | 6 734        | 56,74        |
|                | Charlin         | PRRRS          | 3 294        | 27,76        |
|                | Vauthier        | SFIO           | 1 477        | 12,45        |
|                | Rousselet       | PC-SFIC        | 363          | 3,06         |
|                |                 |                |              |              |
| Inscrits       | Inscrits        | Inscrits       | 13 785       | 100,00       |
| Votants        | Votants         | Votants        | 12 017       | 87,17        |
| Abstention     | Abstention      | Abstention     | 1 768        | 12,83        |
| Blancs et nuls | Blancs et nuls  | Blancs et nuls | 149          | 1,24         |
| Exprimés       | Exprimés        | Exprimés       | 11 868       | 98,76        |